# Ròcamaura (municipi del Gard)
Roquemaure (francès) o Ròcamaura (occità) és un municipi al districte de Nimes (departament del Gard, regió d'Occitània, França). L'any 2005 tenia 9.661 habitants.